# Finlands historiska unioner
Finland ingår i fyra regelrätta politiska unioner. Historiskt har Finland varit inblandat i flera liknande förhållanden.

## Nutida unioner
- Nordiska passunionen från 1954 (passunion).
- Europeiska unionen (EU) från 1995.
- Schengensamarbetet från 2001 (passunion)
  - Ersätter huvudsakligen Nordiska passunionen.
- EMU från 1999 (myntunion)

## Liknande förhållanden
- Sveriges kolonisering av Finland inleddes på 1150-talet. 1360 förklarade Sveriges kung Magnus Eriksson (1316-1374) att Finland var en jämställd del av Sverige. Mellan 1284 och 1577 upprättades i Finland allt som allt fyra hertigdömen. 1581 utökade Johan III (1537-1592) den svenska kungatiteln med storfurste av Finland (dock använd första gången år 1577). Prinsar kunde kallas storfurste av Finland eller storhertig av Finland. Se artikeln om Finland under den svenska tiden.
- Som storfurstendöme inom Ryska kejsardömet 1809-1917 var Finland en del av en personalunion.
- Under finska inbördeskriget 1918 tecknade den lagliga regeringen i Vasa 7 mars ett avtal med Tyskland, som i praktiken gjorde Finland till en tysk satellitstat. I oktober valdes lantgreve Fredrik Karl av Hessen (1868-1940) till finsk kung. Denne var själv tveksam och som en följd av att Tyskland förlorade första världskriget upphörde banden till Tyskland.
- Under Sovjetunionens ockupation av Karelska näset bildades 1939 sovjetrepubliken Demokratiska Republiken Finland i Terijoki (ryska Zelenogorsk). Denna kan ses som en förberedelse inför ett införlivande, men den upplöstes i samband med freden i Moskva 1940. Demokratiska Republiken Finland skall inte förväxlas med Karelsk-finska sovjetrepubliken som 1940-1956 var namnet på det som nu är Karelska republiken inom Ryska federationen.